# Lingzong
Lingzong, född före 372, död efter 396, var en kinesisk buddhistnunna.
Hon är känd för historien om hur hon som flicka blev bortrövad av banditer, men genom sin tro på Buddha lyckats fly och hitta hela vägen hem, varefter hon blev nunna. Under denna tid var nunnor i Kina formellt endast noviser, då de inte kunde bli fullt invigda förrän efter Huiguos reformer, men hon gjorde sig vida känd för sin fromhet som buddhistisk lärd, brevväxlade med kejsar Xiaowu (362-396) och var berömd för sitt arbete för de fattiga och nödlidande. 